# Алакалуфы

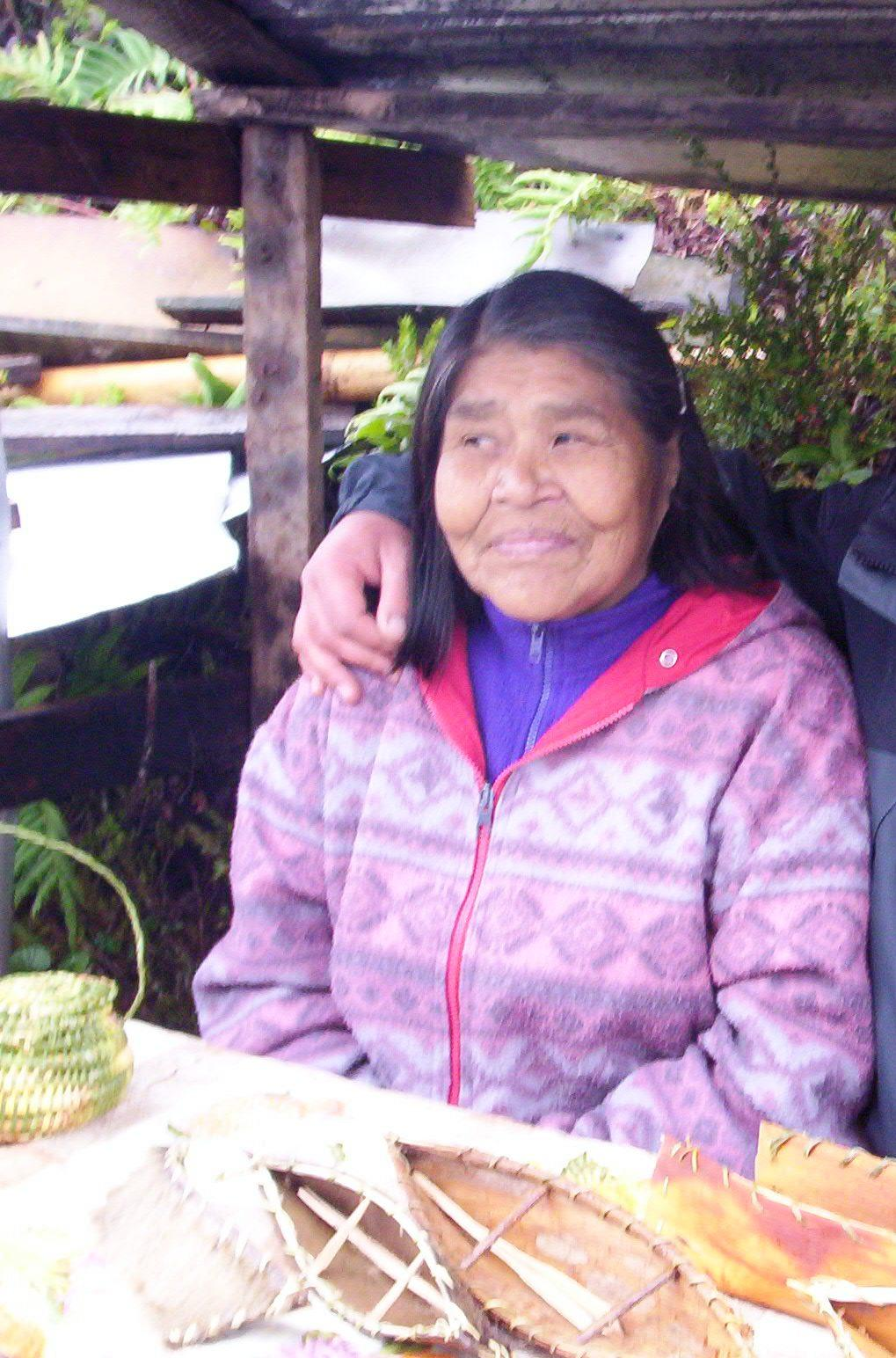
Одна из последних алакалуфов — Габриэлла Патерито, 2006 г.

Алакалуфы (халаквулуп, кавескар, кавешкар, Alacaluf, Halakwulup, Kawésqar, Kaweskar) — южноамериканский индейский народ, обитающий на территории Чили на землях Магелланова пролива (полуостров Брансуик, острова Веллингтон, Санта-Инес и Десоласьон, а ранее — на острове Гордон и других островах архипелага Огненная Земля). Традиционно говорили на алакалуфских языках какауа (вымер) и кавескар (на грани исчезновения).

## Хозяйство
До XX века алакалуфы были кочевыми рыбаками, ловцами моллюсков, охотниками на морского зверя, плававшими с места на место вдоль побережья на каноэ. Их рацион полностью зависел от моря.

## Население
Несмотря на малую численность, которая никогда не превышала 5000 человек, алакалуфы исторически делились примерно на 10 племён. В 1930-е годы алакалуфы поселились на острове Веллингтон в городе Пуэрто-Эден. Согласно переписи 2002 года, оставалось 2622 человека, определивших себя как кавескар (алакалуфов) и всё ещё владевших родным языком. Из них, однако, по состоянию на 2006 год осталось лишь 15 чистокровных алакалуфов, тогда как прочие были метисами. В местных школах преподаётся язык кавескар, однако в повседневном обиходе он используется редко.

## Отношения с белыми
В 1881 году одиннадцать кавескаров были вывезены из Патагонии в Европу, где их выставляли в Булонском лесу (Париж) и в Берлинском зоопарке. Из этих 11 человек лишь четверо вернулись в Чили. Останки пятерых были репатриированы из Швейцарского университета в Цюрихе в начале 2010 года, после чего президент Чили Мишель Бачелет принесла извинения за столь жестокое обращение с коренным населением в прошлом.